# HD 205739 b
HD 205739 b (بالإنجليزية: HD 205739 b)‏ الذي يرمز له بالرمز HD 205739b، هو كوكب خارج المجموعة الشمسية، في كوكبة الحوت الجنوبي، يتبع HD 205739 ‏.

## الاكتشاف
اكتشف في 5 سبتمبر 2008.